# Сволта дел Подере (Арецо)
Сволта дел Подере је насеље у Италији у округу Арецо, региону Тоскана.
Према процени из 2011. у насељу је живело 23 становника. Насеље се налази на надморској висини од 835 м.